# امیلی لوا
 امیلی لوا (فرانسوی: Émilie Loit‎؛ زاده ۹ ژوئن ۱۹۷۹) یک تنیس‌باز اهل فرانسه است. 